# Frédéric Canac-Marquis
Pour les articles homonymes, voir Canac et Marquis (homonymie).
Frédéric Canac-Marquis, né « Frédéric-François Canac dit Marquis » le 26 février 1861 à Sainte-Famille-de-l'Île-d'Orléans et mort le 22 mars 1926 à Minneapolis,, est un homme d'affaires québécois. Entrepreneur dans la ville de Québec, il mettra sur pied à son époque une des plus grandes entreprises de colle en Amérique.

## Biographie

### Famille
Il est le fils de François Canac dit Marquis (1809-1889) et de Sophie Bilodeau (1816-1875). Il est le frère du médecin Ferdinand-Philéas Canac-Marquis et de Louis Canac-Marquis, fondateur de Canac. Le 16 août 1892, il épouse Euphrosine Turcotte en la basilique-cathédrale Notre-Dame de Québec. Ils auront quatre enfants : Aline, Rodolphe, Henri et Louisette. Sa femme décède en mai 1898. 
Il se remarie avec Césarie Côté le 15 avril 1901 en l'église Saint-Jean-Baptiste de Montréal.

### Carrière
Vers 1891, il fonde une manufacture de colle forte, une industrie nouvelle à l'époque qui connaîtra du succès. Il est président de plusieurs entreprises dont la Compagnie Julien. Il est l'un des exploitants de pierres de Saint-Marc-des-Carrières.
Maire de Saint-Malo pendant nombre d'années, il participe à l'annexion de cette dernière avec la ville de Québec. Fondateur de la « maison de la Providence », une institution dirigée par des sœurs Franciscaines, il est bienfaiteur auprès de l'Université Laval et du refuge Dom Bosco.
Le 19 mars 1916, le pape Benoît XV l'intègre à l'ordre de Saint-Grégoire-le-Grand. Il en est décoré le 18 octobre par Paul-Eugène Roy.

## Distinctions
- Commandeur de l'Ordre de Saint-Grégoire-le-Grand (1916)